# Prameny
Prameny là một làng thuộc huyện Cheb, vùng Karlovarský, Cộng hòa Séc.